# Wersdorf
Wersdorf ist ein Ortsteil der Landgemeinde Ilmtal-Weinstraße im Landkreis Weimarer Land in Thüringen.

## Lage
Wersdorf liegt zwischen Pfiffelbach und Niederroßla in einem Ackerbaugebiet nahe Apolda. Das Dorf wird von der Landesstraße 1057 tangiert. Die Buslinie 289 der PVG Weimarer Land verbindet den Ort mit Buttstädt bzw. Apolda.

## Geschichte
Am 15. Oktober 1325 wurde das Dorf erstmals urkundlich genannt. Der Ort gehörte seit Mitte des 15. Jahrhunderts zum ernestinischen Amt Roßla, welches 1572 zu Sachsen-Weimar, 1603 zu Sachsen-Altenburg, 1672 wieder zu Sachsen-Weimar und 1741 zu Sachsen-Weimar-Eisenach kam. Bei der Verwaltungsreform des Großherzogtums Sachsen-Weimar-Eisenach kam der Ort zum Verwaltungsbezirk Weimar II (Verwaltungsbezirk Apolda).
70 Einwohner leben im Ortsteil. Das Dorf war und ist landwirtschaftlich geprägt. Zusammen mit den Mitgliedsgemeinden der Verwaltungsgemeinschaft Ilmtal-Weinstraße wurde Wersdorf zum 31. Dezember 2013 ein Ortsteil der neuen Landgemeinde Ilmtal-Weinstraße.
In Wersdorf befindet sich die Nikolaus von Myra geweihte Kirche (erbaut zwischen 1789 und 1791). Seit 2010 gehört sie als Sprengelkirche zur Ev.-Luth. Johannisgemeinde Niederroßla. Eine der beiden Glocken („Scholastica“) stammt laut Inschrift aus dem Jahr 1550 und wird als die vorletzte erhaltene Glocke vom Erfurter Peterskloster angesehen.

## Persönlichkeiten
- Ernst Schunke (1862–1936), Künstler
- Johann Christian Sühnel (1687–1770), Pastor und Schriftsteller